# 1857
- Wikisource

| Calendário gregoriano                                                        | 1857 MDCCCLVII                      |
| Ab urbe condita                                                              | 2610                                |
| Calendário arménio                                                           | 1306 – 1307                         |
| Calendário bahá'í                                                            | 13 – 14                             |
| Calendário budista                                                           | 2401                                |
| Calendário chinês                                                            | 4553 – 4554 Início a 26 de janeiro  |
| Calendário copta                                                             | 1573 – 1574                         |
| Calendário etíope                                                            | 1849 – 1850                         |
| Calendários hindus - Vikram Samvat - Calendário nacional indiano - Cáli Iuga | 1912 – 1913 1778 – 1779 4957 – 4958 |
| Calendário Holoceno                                                          | 11857                               |
| Calendário islâmico                                                          | 1274 – 1275                         |
| Calendário judaico                                                           | 5617 – 5618                         |
| Calendário persa                                                             | 1235 – 1236 Início a 21 de março    |
| Calendário rúnico                                                            | 2107                                |
| Calendário solar tailandês                                                   | 2400                                |

1857 (MDCCCLVII, na numeração romana)  foi um ano comum do século XIX do actual Calendário Gregoriano, da Era de Cristo, e a sua letra dominical foi D (53 semanas), teve início a uma quinta-feira e terminou também a uma quinta-feira.
| Ano completo                        |
| ----------------------------------- |
| Ano comum com início à quinta-feira |

## Eventos

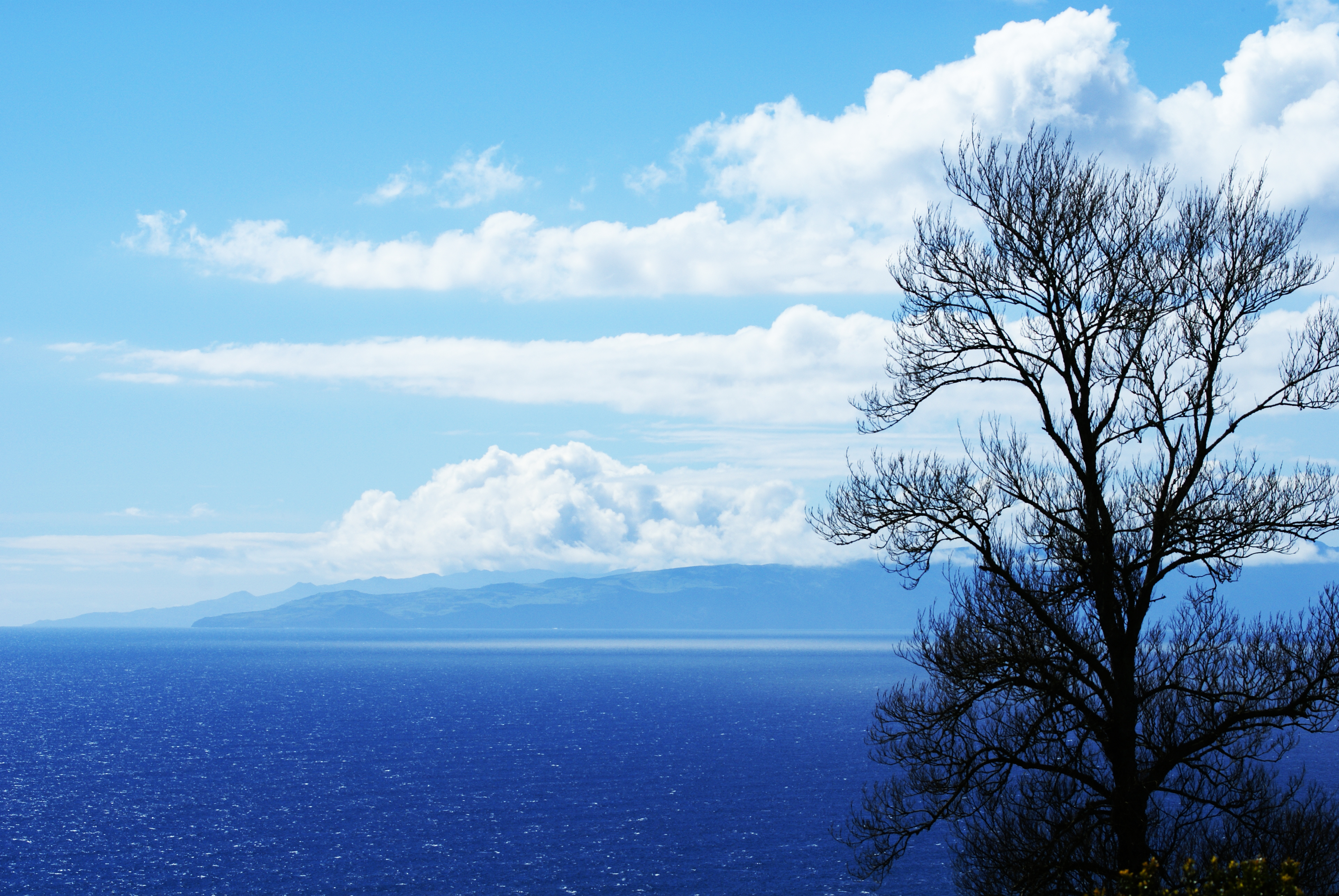
Ilha de São Jorge em 1º plano a ilha do Pico em 2º plano, vista das Cinco Ribeiras, Açores.

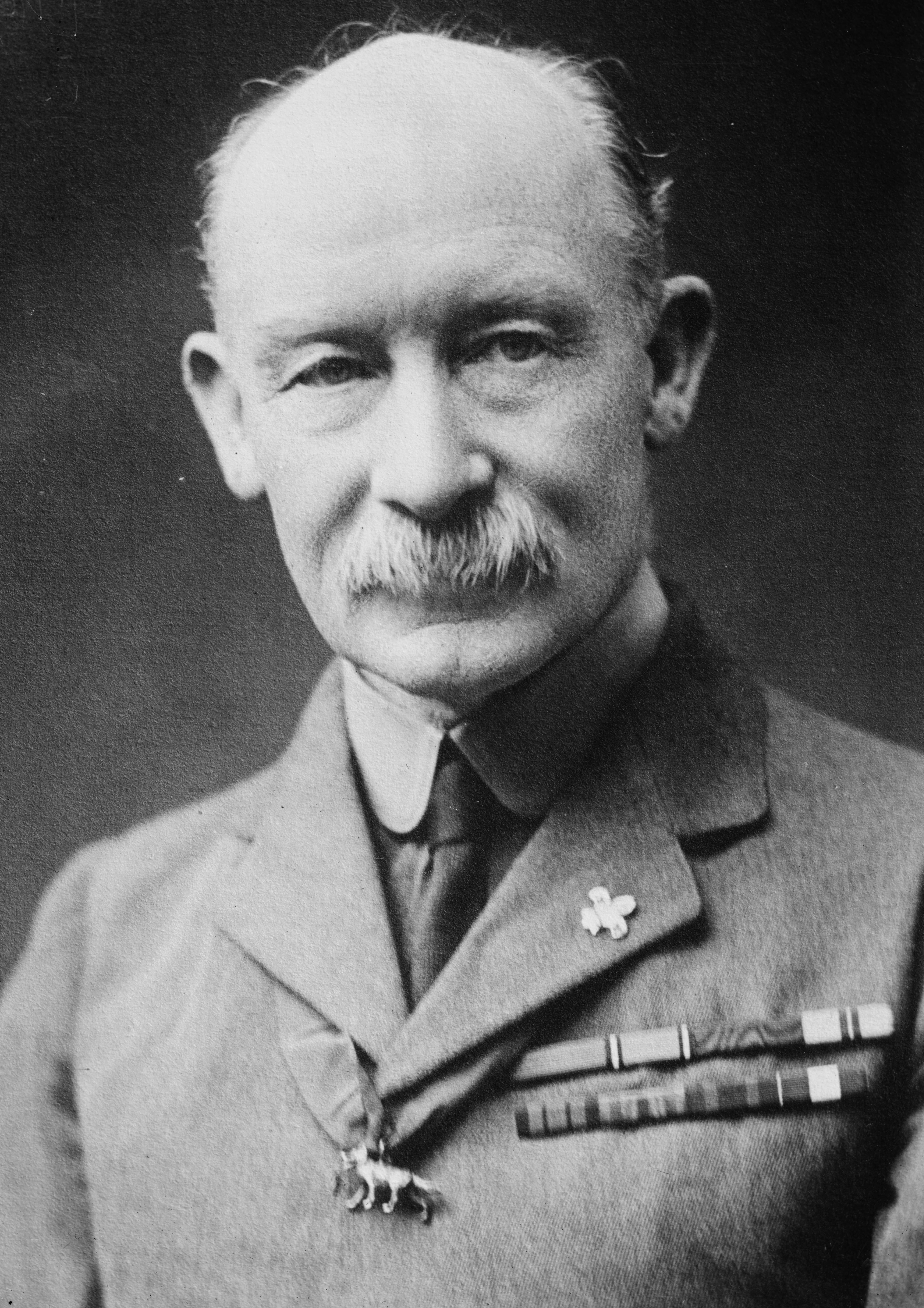
Baden-Powell.

- Conclusão, benzedura e abertura ao público da Igreja Paroquial de Nossa Senhora de Belém, Angra, cujas obras se tinham iniciado em 1846.

### Março
- 4 de março - James Buchanan toma posse como Presidente dos Estados Unidos.
- 6 de março - Prolatada a sentença do Caso Dred Scott pela Suprema Corte dos EUA, um dos fatos que levaram à Guerra de Secessão.
- 8 de março - Ataque incendiário da polícia causa morte de cento e vinte e nove operárias da fábrica Cotton, em Nova York que levou anos mais tarde à criação do Dia Internacional da Mulher.

### Abril
- 18 de abril - Publicado "O Livro dos Espíritos", por Allan Kardec, na França (trata-se do primeiro livro da codificação do espiritismo).

### Maio
- 18 de maio - Fundação da cidade de Caruaru, no Agreste de Pernambuco.

### Julho
- 3 de julho - Fundação da cidade de Montes Claros, no Estado de Minas Gerais, Brasil.
- 4 de julho - Fundação da cidade de Paranaíba, no Estado de Mato Grosso do Sul, Brasil.

### Agosto
- 24 de Agosto - Um ciclone tropical atinge Grupo Central dos Açores  provocando a destruição total dos milharais e a fome em algumas ilhas, particularmente na ilha de São Jorge que se estende até 1859.[1]
- 7 de Agosto - Fundação do município de Passo Fundo, no estado do Rio Grande do Sul.

### Setembro
- 26 de setembro - fundação do Instituto Imperial para Meninos Surdos-Mudos, no Rio de Janeiro, Brasil. Atual Instituto Nacional de Educação de Surdos (www.ines.gov.br)

### Outubro
- 2 de outubro - Elevação da cidade de Cantagalo, no Estado do Rio de Janeiro.
- 24 de outubro - Foi criado o time Sheffield Football Club em Sheffield, Inglaterra, o mais antigo do futebol.

### Novembro
- 4 de novembro - Fundação da cidade de São Carlos, no Estado de São Paulo, Brasil, por Conde do Pinhal e Jesuino de Arruda.
- 14 de Novembro - Naufrágio na Ponta da Queimada, ilha de São Jorge do patacho português "Abrigada".

## Nascimentos
- 4 de fevereiro - António Miguel da Silveira Moniz, político e jornalista português (m. ??)
- 22 de Fevereiro - Robert Baden-Powell, fundador do escotismo (m. 1941)
- 22 de Março - Paul Doumer, presidente da França de 1931 a 1932 (m. 1932).
- 23 de março - Gabriel Delanne, estudioso e escritor espírita francês (m. 1926).
- 14 de abril - Aluísio Azevedo, escritor naturalista (m. 1913).
- 5 de Maio - António Teixeira de Sousa, primeiro-ministro de Portugal.
- 31 de Maio - Papa Pio XI, 260º papa. (m. 1939)
- 5 de Setembro - Konstantin Tsiolkovsky, físico russo. (m. 1935)
- 15 de Setembro - William Howard Taft, presidente dos Estados Unidos de 1909 a 1913 (m. 1930).
- 10 de dezembro - Beldemónio, cronista, contista, jornalista e tradutor português (m. 1893).

### Carnaval
- O Recreio Carnavalesco Pavunense apresenta, em seu desfile pelas ruas do Rio de Janeiro, a primeira alegoria a desfilar dentro de uma sociedade carnavalesca.

## Mortes
- 21 de Março - Abraham Jacob van der Aa, foi geógrafo e lexicógrafo holandês (n. 1792).
- 1 de Abril - Teodolinda de Leuchtenberg, princesa de Leuchtenberg (n. 1814).
- 23 de Maio - Augustin Louis Cauchy, matemático francês (n. 1789).
- 05 de Setembro - Auguste Comte, filósofo (n. 1798).
- ? - Johann Georg Hiedler, considerado oficialmente pelo Terceiro Reich como o avô paterno de Adolf Hitler (n. 1792).

## Por tema
- 1857 na arte
- 1857 no Brasil
- 1857 na ciência
- 1857 no desporto
- 1857 no jornalismo
- 1857 na literatura
- 1857 na música